# Отсечената ръка
„Отсечената ръка“ (на немски: Die Errettung Fatmes) е разказ-приказка на писателя Вилхелм Хауф, включена в сборника „Керванът“, публикуван през 1826 година.

## Сюжет
Внимание:  Текстът по-долу разкрива сюжета на произведението (или части от него)!
Гъркът Залейкос е роден в Константинопол. Израснал, той решава да отиде в Париж, за да учи изкуството на лекаря, но след завръщането си от Франция, Залейкос научава за смъртта на баща си, и че цялото наследство баща му е предал на църквата. Осъзнавайки, че сега трябва да започне всичко отначало, Залейкос отново заминава за Франция. Започва много успешно да търгува с редки стоки от Изток (коприни, екзотични масла) и, в допълнение, започва да лекува хората, използвайки придобитите знания. Дейностите на Залейкос се подобряват толкова, че той решавя да опита късмета си в Италия, и скоро се озовава във Флоренция, където започна с голяма печалба да продава стоките си, както и да лекува хора.
Един ден гъркът намира бележка на тезгяха, в която му е определена среща в полунощ в близост до моста, срещу голямо възнаграждение. Срещата с тайнствения непознат, увит в червено наметало, завършва странно. Отказвайки да следва чужденеца, който отказва да обясни защо, Залейкос го напада. Странният човек избягва, а като трофей на Залейкос оставя богато украсеното си наметало, което гъркът решава да продаде за голяма сума пари – 200 цехини.
Скоро към наметалото някой закача бележка, в която се предлага на Залейкос да донесе плаща на определеното място в близост до моста и да получи 400 цехини! Алчността е по-силна от страха, и Залейкос повторно се среща с чужденеца, като му дава мантията, и се съгласява да изпълни неговата поръчка. А поръчката на непознатия се оказва странна и страшна!
Оказва се, че преди известно време непознатият е дошъл със сестра си във Флоренция, но тя е починала, а сега той иска да занесе на баща си главата ѝ, за да може нещастния баща да хвърли последен поглед към нея. Да отреже главата на мъртвата сестра непознатият възлага на Залейкос. Шокиран от тази история гъркът първо се поколебава, но след това все пак са решава да го направи. Но краят на историята е ужасен. Когато Залейкос, въоръжен с хирургически нож, започва да реже гърлото на починалата, плисва фонтан кръв! „Мъртвата“ сестра е просто дълбоко заспала, а гъркът я е убил. В паниката си, Залейкос избягва от дома на убитата, оставяйки всичките си инструменти.
На следващия ден, разпознавайки медицинските инструменти на Залейкос, лекарят незабавно е арестуван. Оказа се, че Залейкос е убил Бианка, дъщерята на губернатора на Флоренция! Напразно гъркът разказва за ужасния човек в червена мантия, но никой не му вярва, и смъртната присъда изглежда неизбежна. Въпреки това, съдбата помага за злочестия Залейкос, негов защитник става Валети, приятел грък и опитен адвокат. Той успява да спаси лекаря от смъртта, но присъдата е все още тежка: на Залейкос отсичат лявата ръка, конфискуват всичките му пари и е изхвърлен от страната ...
Когато Залейкос връща в Константинопол, той с удивление научава, че един непознат е купил къща на негово име, както и много стоки. Залейкос започва отново търговия и прави състояние. Освен това, всяка година някой му изпраща хиляда златни монети! Залейкос знае, че това е същият мистериозна непознат от Флоренция, защото при завръщането си получава писмо, в което непознатият го моли да му прости и да приеме подаръците като изкупление ...
| „ | „Залейкос! Две ръце са на разположение да се трудят непрестанно, така че да не усетиш липсата на своята ръка. Къщата, която виждаш, и всичко в нея е твое. И всяка година ще ти се дава толкова, че да си сред най-богатите хора в страната си. Дано простиш на оногова, който е по-нещастен от теб самия!“ | “ |